# Bulbophyllum turkii
Bulbophyllum turkii är en orkidéart som beskrevs av Jean Marie Bosser och Phillip James Cribb. Bulbophyllum turkii ingår i släktet Bulbophyllum och familjen orkidéer. Inga underarter finns listade i Catalogue of Life.